# Мегарей (Мегари)
Мегарей (грец. Μεγαρεύς) — у давньогрецькій міфології мегарський володар, тесть Алкатоя, батько Евіппа.